# (2057) Rosemary
(2057) Rosemary es un asteroide perteneciente al cinturón de asteroides descubierto por Karl Wilhelm Reinmuth el 7 de septiembre de 1934 desde el Observatorio de Heidelberg-Königstuhl, Alemania.

## Designación y nombre
Rosemary recibió inicialmente la designación de 1934 RQ.
Más adelante se nombró en honor de Rosemary Birky Hoffmann Scholl, primera esposa del astrónomo alemán Hans Scholl.

## Características orbitales
Rosemary orbita a una distancia media de 3,079 ua del Sol, pudiendo alejarse hasta 3,802 ua y acercarse hasta 2,357 ua. Tiene una inclinación orbital de 1,439 grados y una excentricidad de 0,2346. Emplea en completar una órbita alrededor del Sol 1974 días.

## Características físicas
La magnitud absoluta de Rosemary es 12,4. Tiene un diámetro de 16,1 km y su albedo se estima en 0,1185.